# Raşit Meredow
Raşit Meredow (Aşgabat, 24 maggio 1960) è un politico e diplomatico turkmeno, attualmente il più longevo ministro degli esteri al mondo per permanenza in carica.
Cresciuto in una modesta famiglia, ha avuto il privilegio di studiare presso l'università statale di Mosca dove ha potuto laurearsi in legge nel 1984.
Intrapresa la carriera diplomatica all'indomani dell'indipendenza del suo paese, ha rapidamente scalato i vertici politici del Turkmenistan diventando Ministro degli Esteri dal 2001 e Primo Vicepresidente dal 2007.